# 经国大典

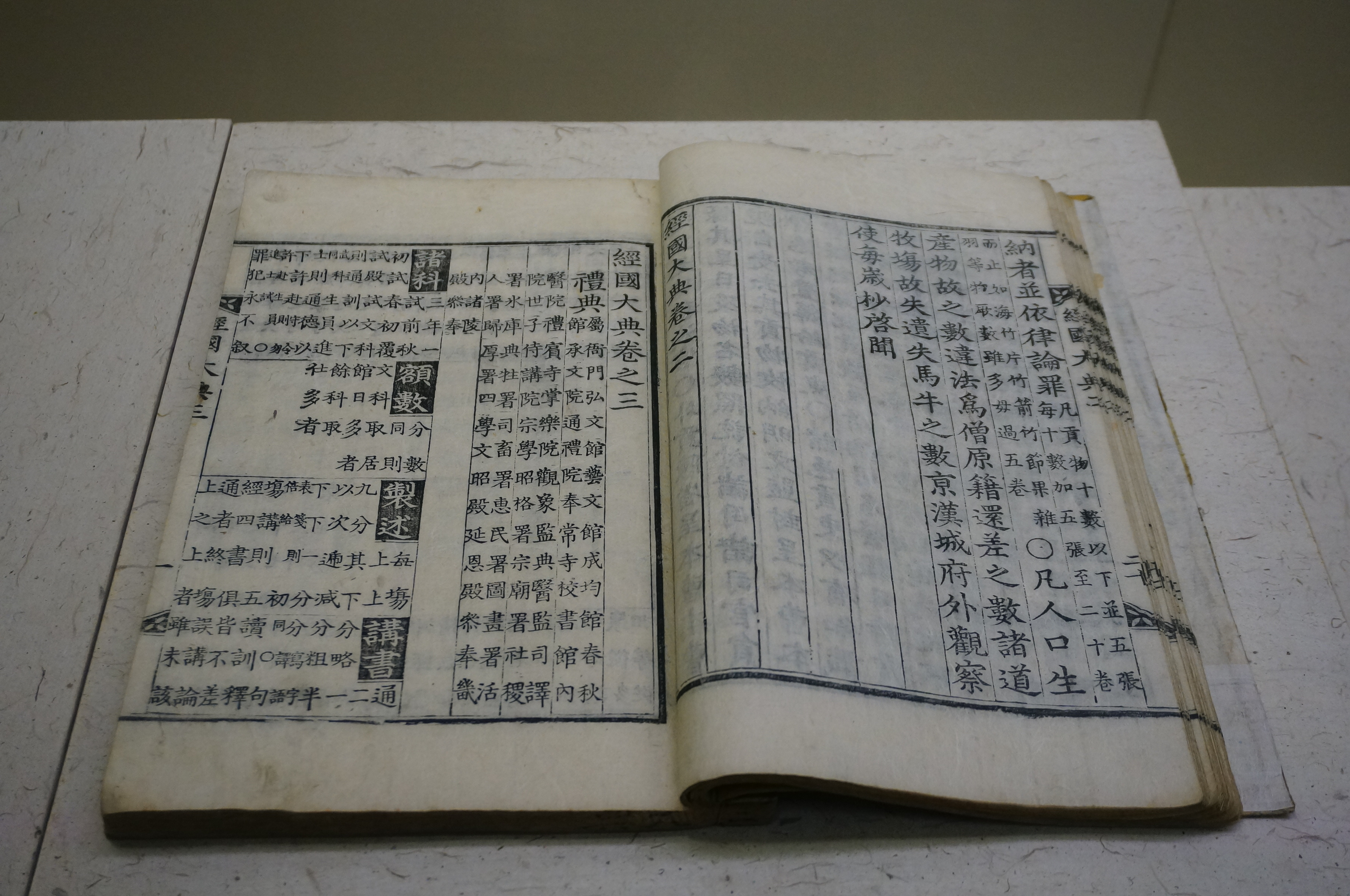
《经国大典》（1661年）书影，韩国国立中央博物馆藏。

《經國大典》是朝鮮王朝的法律文献，被譽为“國家的立国磐石”。它确立了朝鲜的官职制度、官衙机构等，当中的官职在1469年制定以后虽然有所变动，但在总体上还是遵行《经国大典》的规定。

## 歷史
《經國大典》於朝鮮世祖時期（1455年閏六月－1468年九月在位）開始撰寫，成書於朝鮮成宗16年（1469年－1494年在位），並於同年頒布。
朝鮮王朝的官职仿照中国《九品官人法》，分为正从九品，由正一品到从九品，共计十八品。其中，正三品分正三品堂上和正三品堂下。正一品至正三品堂上，称为堂上官。正三品堂下到正七品，称为堂下官或参上官。正七品以下为参下官。

## 外部連結
- 韩国首爾大学奎章阁（The Kyujanggak Archives）电子文本下载 （页面存档备份，存于）